# Суфет
Суфет (финик. , на иврит: שופט, среща се и древното шофет) е титла при някои древни семитски народи, превеждана буквално като „съдия“.
Във финикийските градове и колонии суфетите са длъжностни лица, които не са монарси, но управляват временно даден град-държава. Титлата е най-добре засвидетелствана в Картаген, където след свалянето на монархията през V век пр.н.е. управляват аристократични съвети, председателствани от двама суфети, подобно на консулите в Рим.
Суфети е оригиналното название и на библейските съдии.